# Ed Rogers
Edward Antonio Rogers (nacido el 29 de agosto de 1978 en San Pedro de Macorís) es un infielder dominicano de Grandes Ligas que se encuentra en la organización de los Arizona Diamondbacks.

## Carrera

### Baltimore Orioles
Rogers fue firmado por los Orioles de Baltimore como amateur en 1997. Debutó en las Grandes Ligas con los Orioles, jugando para ellos alrededor de tres temporadas entre 2002 y 2006. En 2005, bateó su único jonrón en su único turno al bate de la temporada. lo conectó contra el lanzador Alan Embree de los Yanquis de Nueva York.
Rogers siempre será recordado por una jugada bastante singular en la que participó en 2006 durante un partido contra los Mets de Nueva York. Cuando procedía a fildear una bola en el jardín izquierdo, la pelota dio un salto extraño y se metió dentro de su manga y tuvo que remangarse la camiseta para sacarla.

### Boston Red Sox
Antes de la temporada 2007, Rogers firmó un contrato de ligas menores con los Medias Rojas de Boston y fue invitado a los entrenamientos de primavera. Durante un partido de exhibición, el 7 de marzo, bateó un walk-off home run para vencer a los Mets de Nueva York, 9-5. En la temporada 2007-2008, firmó un contrato de ligas menores con los Nacionales de Washington. Rogers comenzó la temporada 2008 con el equipo Doble-A, Harrisburg Senators de la Eastern League y también vio acción con el equipo Triple-A, Columbus Clippers. Se convirtió en agente libre al final de la temporada.

### Arizona Diamondbacks
El 4 de junio de 2009, Rogers firmó un contrato de ligas menores con la organización de los Diamondbacks de Arizona.
Se le concedió la agencia libre al final de la temporada 2009.
El 29 de noviembre de 2010, Rogers volvió a firmar con contrato de ligas menores con Arizona.